# Leptodactylodon ornatus
Leptodactylodon ornatus är en groddjursart som beskrevs av Jean-Louis Amiet 1971. Leptodactylodon ornatus ingår i släktet Leptodactylodon och familjen Arthroleptidae. IUCN kategoriserar arten globalt som starkt hotad. Inga underarter finns listade i Catalogue of Life.